# Kenya Hara

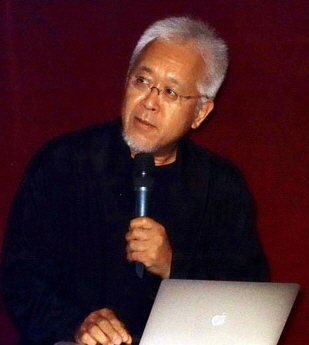
Kenya Hara en septiembre de 2015

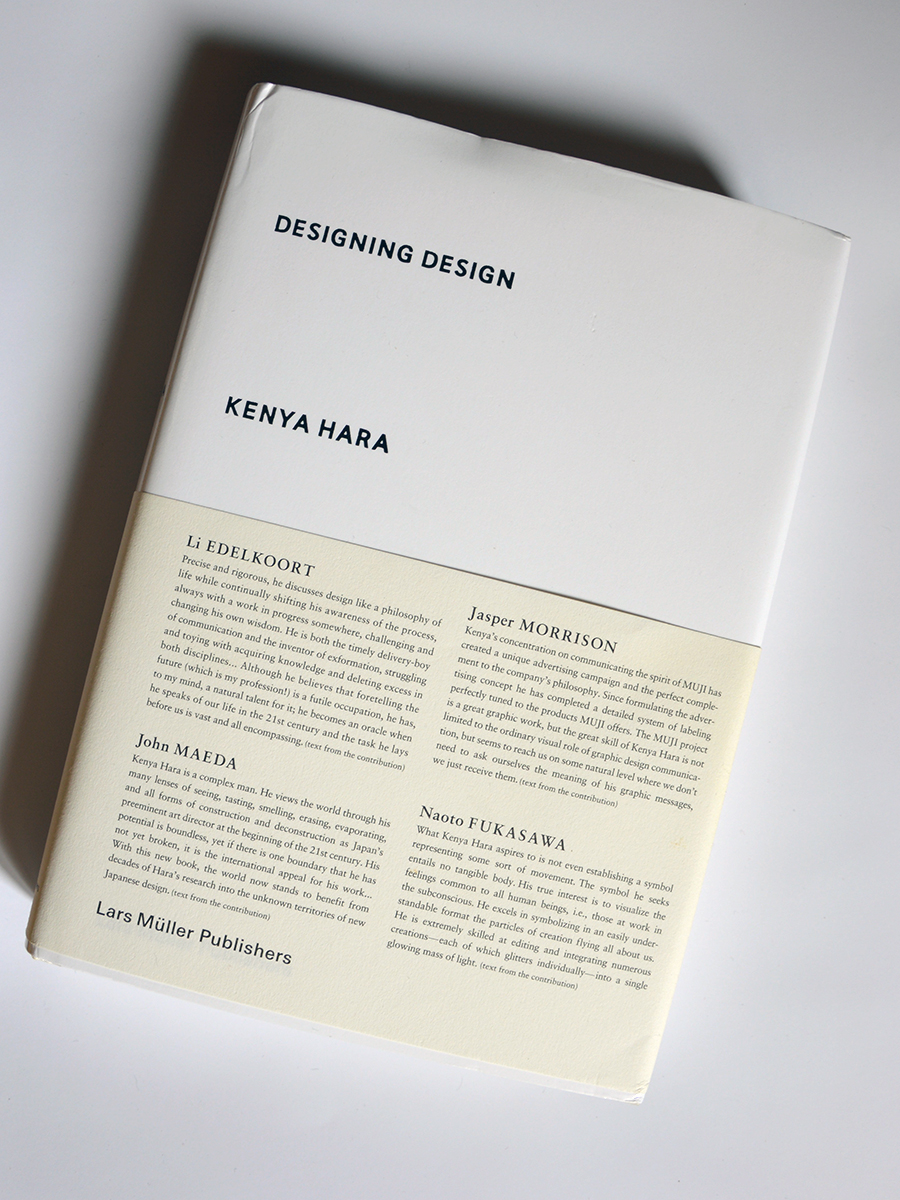
Designing Design, un libro escrito y diseñado por Kenya Hara

Kenya Hara 原 研哉, Hara Ken’ya; (Tokio, 1958) es un director artístico y diseñador japonés. Es un graduado por la Universidad de arte de Musashino.
Entre sus trabajos más conocidos, destaca la dirección artística de la cadena de tiendas Muji, que desarrolla a partir de 2002. También fue el responsable de diseñar los programas de las ceremonias de apertura y de clausura de los Juegos Olímpicos de Nagano en 1998. En 2008, Hara es contratado por la marca de moda Kenzo para idear el aspecto de su perfume Kenzo Power. Hoy en día, Hara dirige su propia agencia, llamada Hara Design Institute, y trabaja como profesor en la Universidad de arte de Musashino.
Hara se inspira de los valores tradicionales del arte y de la religión japonesa y los aplica a la dirección artística. En una entrevista de 2014 para el periódico Japan Times, explica:

¿Cuáles son los recursos de Japón? Estoy pensando particularmente en la estética tradicional. He identificado cuatro palabras clave relacionadas con esto: sensai (delicadeza), chimitsu (meticulosidad), teinei (minuciosidad o atención a los detalles) y kanketsu (simplicidad).

Ha publicado varios libros sobre el diseño, entre los que destacan Designing design (Lars Müller Publishers, 2007) y White (Lars Müller Publishers, 2010). En Designing Design, profundiza sobre el concepto del vacío (ku, según la filosofía budista) y presenta otras líneas de trabajo, e intenta crear una definición personal del diseño. También reflexiona sobre distintos objetos de la vida cotidiana y a la manera de modificar su función o sus propiedades estéticas y sensoriales gracias al diseño.

## Exposiciones (selección)
- 2000: Re-Design: The Daily Products of the 21st Century
- 2010/2011: Make up: Design der Oberfläche, Museo de Diseño de Zúrich.